# Zagórsxino
Zagórsxino (en rus: Загорщино) és un poble de l'óblast de Vorónej, a Rússia, segons el cens del 2010 tenia 72 habitants.